# Kompletteringsmöbler
Kompletteringsmöbler är ett fackuttryck för exempelvis vissa soffbord, lättare fåtöljer, bokhyllor och speciella bord som radio- teve- och grammofonbord. 